# ارل وارن
ارل وارن (به انگلیسی:Earl Warren؛ زاده ۱۹ مارس ۱۸۹۱ - درگذشته ۹ ژوئیه ۱۹۷۴)، یک قاضی آمریکایی بود که از ۵ اکتبر ۱۹۵۳ تا زمان بازنشستگی اش در ۳ ژوئن ۱۹۶۹، به عنوان چهاردهمین قاضی ارشد ایالات متحده مشغول به کار بود. وی توسط دوایت آیزنهاور نامزد این پست شد و از سنا رای گرفت. وارن به مدت ۱۵ سال و ۲۶۱ روز قاضی ارشد ایالات متحده بود.